# Compañero te doy
Compañero te doy es una obra de teatro de Juan José Alonso Millán, estrenada en 1978.

## Argumento
Lucio es un pícaro que consigue ganarse la vida sin necesidad de recurrir al trabajo. Por azares del destino, se cruza en su camino el joven Armando, pequeño burgués despreocupado y atento a disfrutar de los placeres de la vida. A ambos les une su aversión al trabajo.

## Personajes
- Lucio
- Armando
- Begoña
- Emilio
- Pacheco
- Sagrario

## Estreno
- Teatro Barceló, Madrid, 6 de diciembre de 1978.
  - Escenografía: Santiago Ontañón.
  - Intérpretes: Rafael Alonso, Josefina Jartín, Andrés Resino, Marisol Ayuso, Rosa Fontana, Sara Mora, Enrique Carrión.